# Wilhelm Rümann (Admiral)
Wilhelm Rümann (* 9. November 1881 in Hannover; † 31. März 1946 in Bad Oeynhausen) war ein deutscher Konteradmiral und SS-Führer im Zweiten Weltkrieg.

## Leben
Rümann trat am 10. April 1899 als Seekadett in die Kaiserliche Marine ein, absolvierte seine Grundausbildung auf der Kreuzerfregatte Stosch und kam dann an die Marineschule Mürwik, wo er am 10. April 1900 zum Fähnrich zur See ernannt worden war. Vom 1. Oktober 1901 bis 30. September 1903 erfolgte seine Verwendung an Bord des Großen Kreuzers Victoria Louise sowie die Beförderung zum Leutnant zur See am 27. September 1902. Für ein Jahr war Rümann Kompanieoffizier in der II. Werftdivision. Als Teil des Marineexpeditionskorps kämpfte er danach in Deutsch-Südwestafrika gegen die aufständischen Nama. Nach seiner Rückkehr wurde er wieder der II. Werftdivision zugeteilt und am 21. März 1905 Oberleutnant zur See. Als solcher erfolgte vom 1. Oktober 1905 bis 30. September 1907 seine Verwendung als Wachoffizier auf den Linienschiffen Kurfürst Friedrich Wilhelm und Kaiser Wilhelm II. Anschließend versetzte man ihn bis zum 30. September 1909 als Kompanieoffizier zur Minenabteilung. Während dieser Zeit war er auch als Wachoffizier auf dem Torpedoboot S 43 sowie als Kommandant auf S 35 tätig. Als Kapitänleutnant (seit 10. April 1909) kam Rümann dann zur II. Torpedo-Division und man setzte ihn hier bis Ende März 1913 als Kommandant auf verschiedenen Torpedobooten ein. Vom 28. März 1912 bis 20. September 1913 war er Torpedo-Offizier auf dem Großlinienschiff Thüringen und kam dann wieder bei der II. Torpedo-Division zum Einsatz. Dort befehligte er das Torpedoboot V 151.
Mit Ausbruch des Ersten Weltkriegs war er zugleich mit der Wahrnehmung der Geschäfte des Chefs der 11. Torpedobootshalbflottille beauftragt. Am 5. Dezember 1914 erfolgte schließlich seine Ernennung zum Chef der Flottille, die er bis 1. Mai 1918 führen sollte. Im Anschluss daran übernahm der am 26. April 1917 zum Korvettenkapitän beförderte Rümann in gleicher Funktion die V. Torpedobootsflottille bis 20. September und darauf bis 20. Dezember 1918 die VI. Torpedobootsflottille. Für drei Monate war Rümann Abteilungskommandeur der II. Torpedo-Division sowie vom 7. bis 26. März 1919 Kompanieführer der I. Marine-Brigade. Man teilte Rümann in der vorläufigen Reichsmarine der II. Nordsee-Minensuchflottille als deren Chef zu. Ab 4. September 1919 befehligte er das Küstenwehrregiment Wilhelmshaven, aus der die Küstenwehrabteilung II gebildet wurde. Vom 7. September 1920 bis 31. März 1923 fungierte Rümann als Kommandeur der Schiffsstammdivision der Nordsee und war zugleich ab 30. Juli 1921 Leiter des Abwicklungsamtes der Marinestation der Nordsee. Es folgte die Ernennung zum Chef der II. Flottille sowie am 1. November 1923 die Beförderung zum Fregattenkapitän. Als solcher war er ein weiteres Mal Kommandeur der Schiffsstammbesatzung der Nordsee. Am 10. September 1925 versetzte man Rümann als Leiter der Marineausbildungsabteilung (A IV) in das Marinekommandoamt der Marineleitung. Hier wurde er am 1. April 1926 Kapitän zur See und als solcher am 30. September 1926 Kommandant des Linienschiffes Schleswig-Holstein. Nachdem Rümann am 28. September 1928 das Kommando abgegeben hatte, wurde er zwei Tage später zum Vorsitzenden des Erprobungsausschusses für Schiffsneubauten ernannt. Am 30. September 1930 erfolgte unter gleichzeitiger Beförderung zum Konteradmiral seine Verabschiedung aus dem aktiven Dienst.
Wilhelm Rümann trat zum 1. September 1932 der NSDAP bei (Mitgliedsnummer 1.331.914) und schloss sich später der SS an (SS-Nummer 276.528). In letzterer wurde er am 12. Mai 1936 direkt zum SS-Standartenführer und bereits am 30. Januar 1937 zum SS-Oberführer beim Stab des Reichsführers SS ernannt. Von 1936 bis 1938 war Rümann Hauptgeschäftsführer und Stabsleiter des Reichskolonialbundes.
Rümann wurde am 22. März 1939 zur Verfügung der Kriegsmarine gestellt und nach dem Beginn des Zweiten Weltkriegs als Kommandant in den Abschnitten Helgoland und Cuxhaven eingesetzt. Krankheitsbedingt war er vom 2. Mai 1941 bis 8. Juni 1942 dienstunfähig. Nach seiner Genesung wurde er nochmals bis 31. August 1942 als Kommandant im Abschnitt Cuxhaven verwendet, dann endgültig aus dem Wehrdienst entlassen und in den Ruhestand versetzt.

## Auszeichnungen
- Kronenorden IV. Klasse mit Schwertern[5]
- Eisernes Kreuz (1914) II. und I. Klasse[5]
- Preußisches Dienstauszeichnungskreuz[5]
- Südwestafrika-Denkmünze aus Bronze[5]
- Ritterkreuz des Greifenordens mit Krone[5]
- Friedrich-August-Kreuz II. und I. Klasse[5]
- Eiserner Halbmond[5]
- SS-Ehrendegen[2]